# Улекс
Улекс, или Утёсник, или Колючий дрок (лат. Ulex) — род деревянистых растений семейства Бобовые (Fabaceae).

## Ботаническое описание

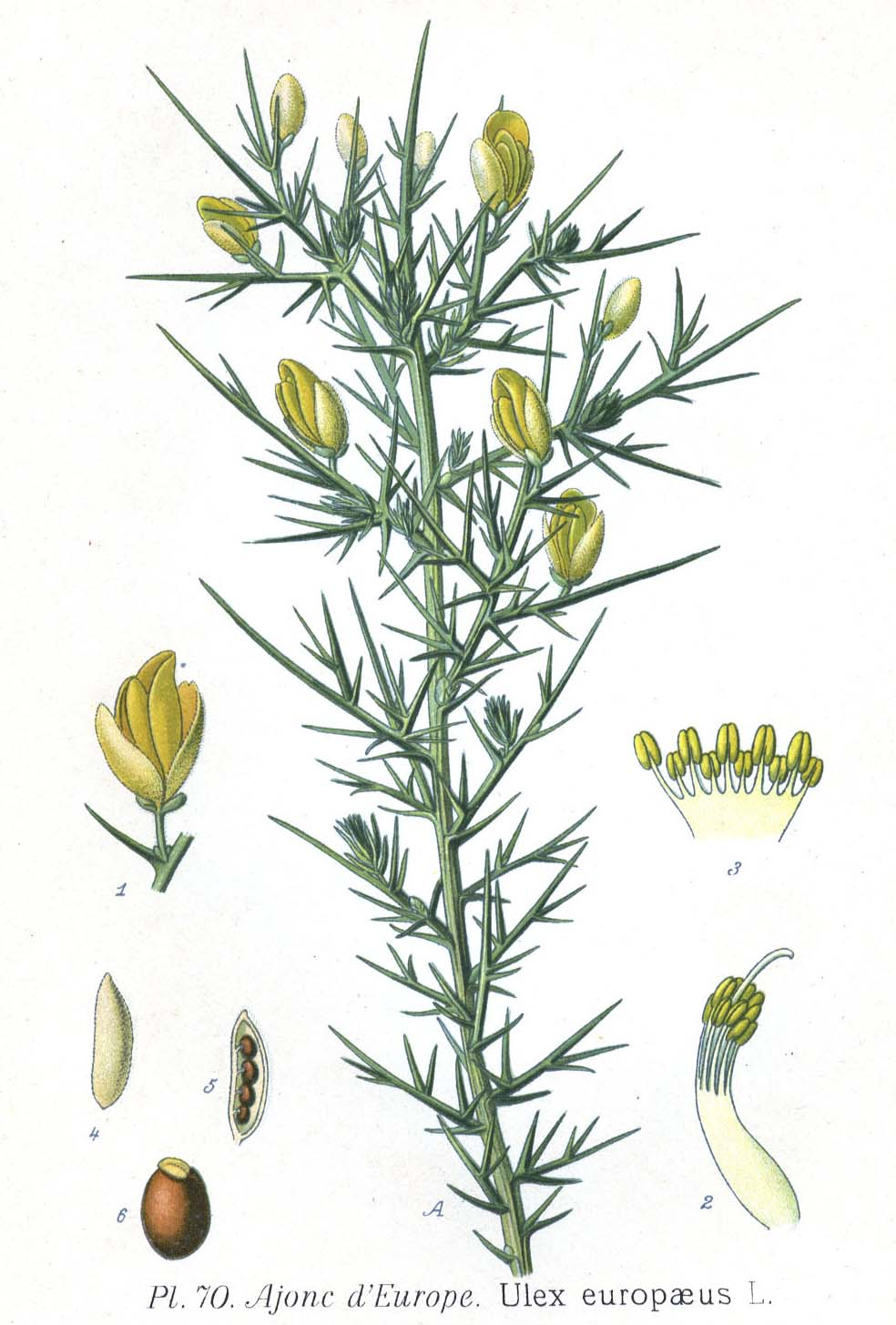
Улекс европейский (Ulex europaeus).

## Распространение
Виды рода встречаются в приатлантической части Европы (от Британских островов до Апеннинского полуострова) и в Северной Африке.

## Таксономия
Род Улекс включает 13 видов:
- Ulex argenteus Webb — Улекс серебряный
- Ulex boivinii Webb = Stauracanthus boivinii (Webb) Samp.
- Ulex borgiae Rivas Mart. — Улекс Борджиа
- Ulex breoganii (Castrov. & Valdés Berm.) Castrov. & Valdés Berm.
- Ulex cantabricus Álv.Mart., Fern.Casado, Fern.Prieto, Nava & Vera — Улекс кантабрийский
- Ulex densus Webb — Улекс густой
- Ulex europaeus L. typus[4] — Улекс европейский, или Улекс обыкновенный
- Ulex gallii Planch. — Улекс Галля
- Ulex genistoides Brot. — Улекс дроковидный
- Ulex micranthus Lange
- Ulex minor Roth — Улекс малый
- Ulex parviflorus Pourr. — Улекс мелкоцветковый
- Ulex salzmanni (Webb) Willk. — Улекс Зальцмана